# خلل حركة العصارة الصفراوية
خلل حركة العصارة الصفراوية هو اضطراب في بعض مكونات الجزء الصفراوي من الجهاز الهضمي حيث لا تستطيع الصفراء أن تتحرك جسديًا في الاتجاه الصحيح عبر القناة الصفراوية الأنبوبية. وهو الأكثر شيوعا ينطوي الشاذ القنوات الصفراوية التمعج التنسيق العضلي داخل المرارة ردا على التحفيز الغذائي لهذا الجهاز لبخ الصفراء السائلة من خلال القناة الصفراوية المشتركة في الاثني عشر. ينتج الانكماش التمعجي غير الفعال لهذا الهيكل ألمًا بعد الأكل (بعد الوجبات) في الجزء العلوي الأيمن من البطن (ألم المرارة) ولا توجد مشكلة أخرى تقريبًا. عندما يكون خلل الحركة موضعيًا عند مخرج القنوات الصفراوية في الإثني عشر تمامًا مثل زيادة التوتر من العضلة العاصرة للمخرج أودي، يمكن أن تتسبب الصفراء الاحتياطية في إصابة البنكرياس مع آلام في البطن أكثر باتجاه الجانب الأيسر العلوي. بشكل عام، خلل الحركة الصفراوية هو اضطراب في تنسيق الانقباض التمعجي للقنوات الصفراوية، و/أو انخفاض سرعة إفراغ الجهاز الصفراوي في الإثني عشر.

## آلية
عادة، تقوم المرارة في اتجاه مجرى الدم بتخزين وتركيز الصفراء التي تنشأ في خلايا الكبد الكبدية ويتم إطلاقها في المكون المجهري للنظام الصفراوي بواسطة الكبد. من خلال تجميع الأنابيب ذات القطر المتزايد، تغادر الصفراء الكبد وتصل إلى الجزء العلوي (القريب) من القناة الصفراوية المشتركة. على ما يبدو، تميل القناة الصفراوية الشائعة التي تتجاوز (البعيدة إلى) المرارة إلى أن يكون لها نغمة أكبر بشكل طبيعي بحيث تعود الصفراء إلى المرارة. عندما تدخل الصفراء في الإثني عشر (الجزء الأول من الأمعاء الدقيقة)، فإنها تساعد في هضم الدهون داخل الطعام الخارجة من المعدة. عندما لا يمكن دفع الصفراء بشكل صحيح من المرارة غير المسدودة ميكانيكيًا أو لا يمكن أن تتدفق من نهاية القناة الصفراوية المشتركة بشكل صحيح، فهناك حالة من خلل الحركة الصفراوية.
لذلك، فإن خلل الحركة الصفراوية هو اضطراب انسداد ديناميكي (وظيفي ... وليس ميكانيكي ثابت) ينتج الألم. الانسداد بواسطة الحصى أو الورم هو انسداد ميكانيكي ثابت ويميل إلى إحداث ألم أكثر حدة يُعرف باسم المغص الصفراوي.
يمكن تمييز فشل العضلة الصفراوية العاصرة لأودي عن فشل العضلة العاصرة للبنكرياس.

## تشخيص
قد يتم تحديد التشخيص أو لا يتم تحديده عن طريق الموجات فوق الصوتية، ولكن على الأرجح يتم العثور على المرض والأمراض الصفراوية الأخرى في الكبد والمرارة والقناة الصفراوية من خلال ما يشار إليه في الغالب باسم فحص الكبد الصفراوي أو HIDA. يُعرف هذا النوع من التصوير باسم التصوير الومضاني الصفراوي (بالإنجليزية: Cholescintigraphy)‏ أو (بالإنجليزية: Hepatobiliary scintigraphy)‏.
التصوير الومضاني الصفراوي هو التصوير الومضاني للقناة الكبدية الصفراوية، بما في ذلك المرارة والقنوات الصفراوية. تُعرف الصورة التي ينتجها هذا النوع من التصوير الطبي، والتي تسمى (بالإنجليزية: cholescintigram)‏، تُسمّى أيضًا بأسماء أخرى اعتمادًا على جهاز التتبع الإشعاعي المستخدم، مثل مسح HIDA أو مسح PIPIDA أو مسح DISIDA أو مسح BrIDA. التصوير الومضاني الصفراوي هو إجراء للطب النووي لتقييم صحة ووظيفة المرارة والنظام الصفراوي. يتم حقن المقتفي الإشعاعي من خلال أي وريد يمكن الوصول إليه ثم يُسمح له بالانتقال إلى الكبد ويبدأ في التراكم في المرارة والذي قد يستغرق ما يصل إلى ساعة. ثم يتم إعطاء وجبة دسمة قياسية (عادة ما تكون مخفوق الحليب عالي الدسم) ويتم إجراء المزيد من التصوير لمدة ساعة أخرى بحيث يمكن إظهار استجابة المرارة للوجبة الدهنية. يجب أن تستجيب المرارة وتبدأ في إفراغها في الإثني عشر، ويمكن بعد ذلك حساب كمية الصفراء المقذوفة ككسر طرد. يعتبر <35% تشخيصًا لخلل الحركة الصفراوية ومناسب لاستئصال المرارة.

## العلاج
تم استخدام استئصال المرارة بالمنظار لعلاج الحالة عندما يكون ذلك بسبب خلل حركة المرارة.
قد تستمر الأعراض بعد استئصال المرارة، وقد تم ربطها باستخدام مثبطات مضخة البروتون.